# Cheloniellida
Ordre
Genres de rang inférieur
- †Cheloniellon Broili, 1932
- †Duslia Jahn, 1893
- †Eoduslia Vidal, 1998
- †Neostrabops Caster & Macke, 1952
- †Paraduslia Dunlop, 2002
- †Pseudarthron Selden & White, 1984
- †Triopus Barrande, 1872
- †Xus Wendruff, Babcock, Mikulic & Kluessendorf, 2018

Les Cheloniellida sont un taxon d'arthropodes paléozoïques éteints généralement mis au rang d'ordre,. En 2018, huit genres monotypiques de cheloniellidés avaient été officiellement décrits dans des strates marines allant de l'Ordovicien au Dévonien. Cheloniellida a une position phylogénétique controversée, des études antérieures l'associant comme membre ou parent à divers taxons d'arthropodes fossiles et existants. Il a ensuite été accepté comme membre de Vicissicaudata au sein des Artiopoda (en),,.

## Morphologie
Les cheloniellidés ont un corps ovoïde aplati comprenant un céphalon oculaire (tête) et un tronc segmenté, divisé dorsalement par une série de tergites (exosquelette dorsal). Le céphalon pourrait être divisé en procéphalon et gnathocéphalon. Le bouclier céphalique (exosquelette dorsal du céphalon) est relativement réduit par rapport à d'autres membres des Artiopoda (en),. Le tronc est plus large que le céphalon et compte de huit à treize tergites. Les extrémités latérales des premiers tergites sont dirigées vers l'avant, celles du milieu vers le côté et les dernières vers l'arrière, ce qui donne à l'ensemble une apparence rayonnée(en). Le dernier segment du tronc, aussi appelé postabdomen, est minuscule et enveloppé par les extrémités du tergite précédent.

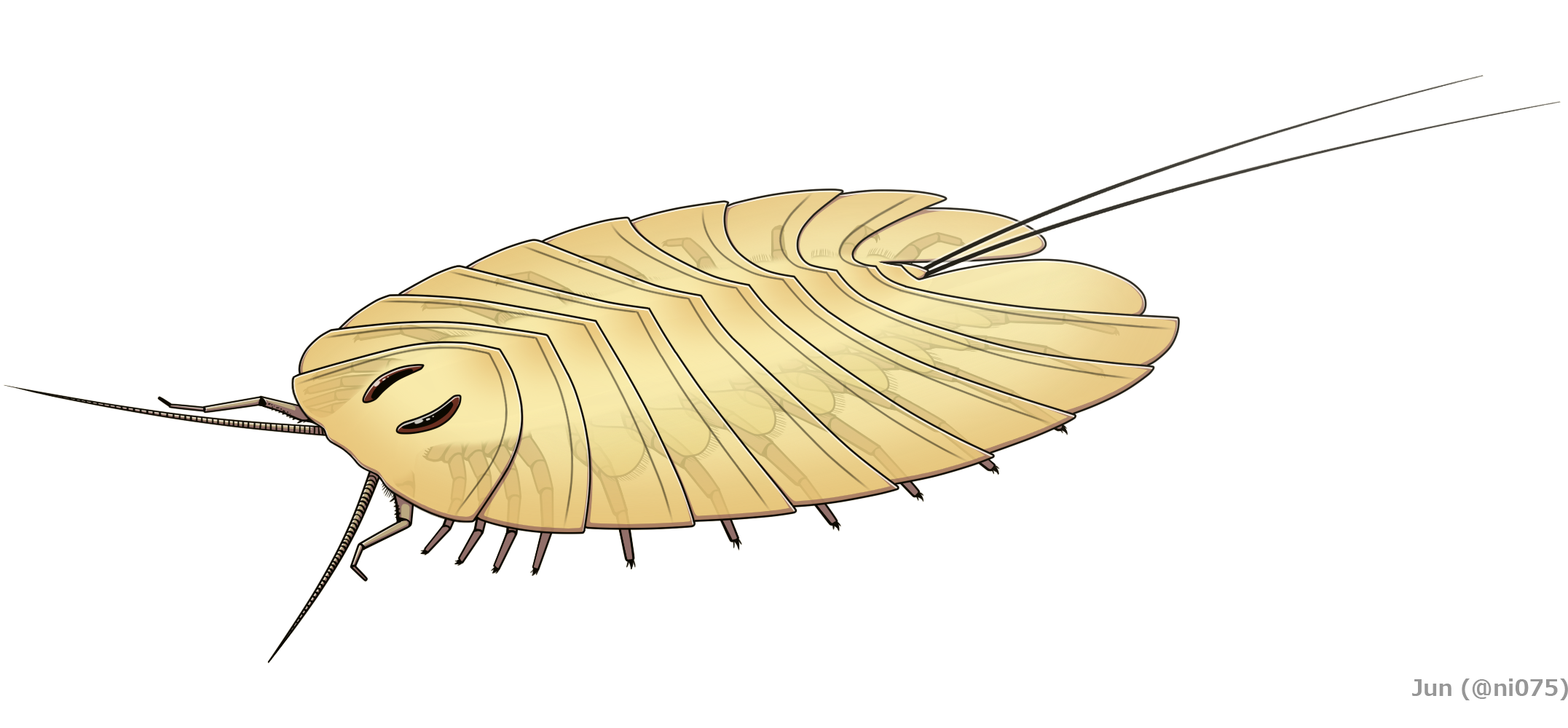
Reconstitution de Cheloniellon calmani (en) montrant la morphologie dorsale et une partie des appendices ventraux.
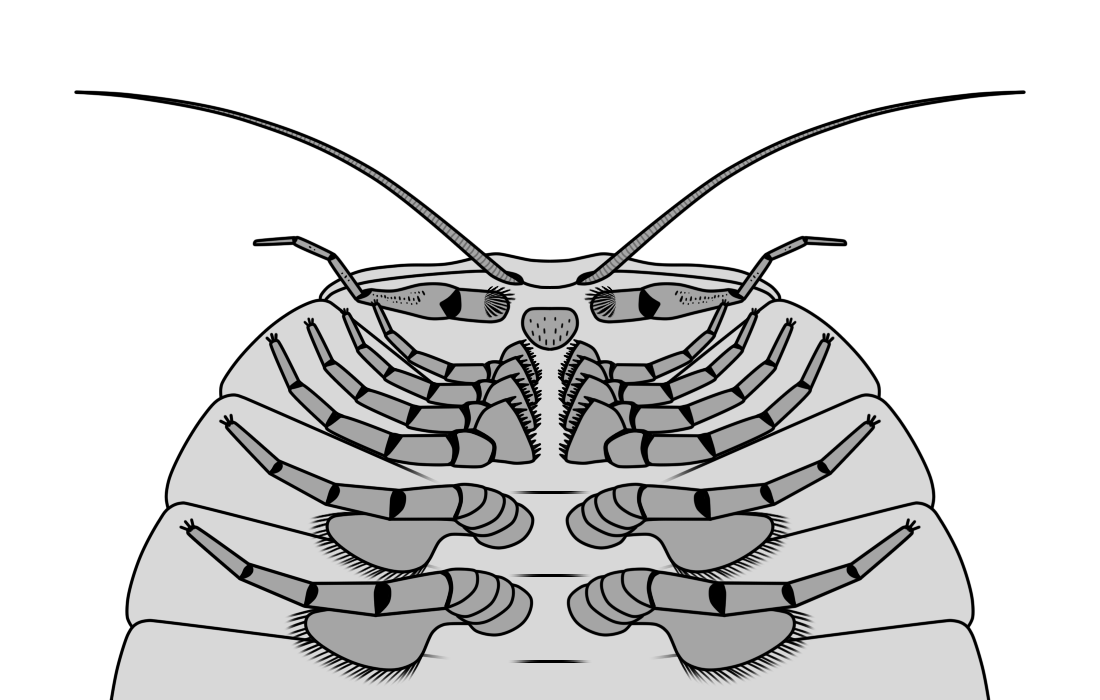
Structures ventrales de la région antérieure de Cheloniellon calmani montrant la différenciation des appendices.

Dans les fossiles existants, le céphalon comporte une paire d'antennes et cinq paires d'appendices uniramés, les quatre postérieures ayant une gnathobase. Il existe des preuves que les appendices non-gnathobasiques du second segment céphalique sont spécialisés ou même ravisseurs chez certaines espèces,. Chaque segment du tronc (sauf le dernier) possède une paire d'appendices biramés constitués d'un long endopode et d'un exopode plus court. Le dernier segment du tronc possède une paire d'appendices en forme d'épines ou de fouets nommés furcae ou cerques ; certaines espèces ont aussi une épine centrale qui pourrait être un telson, ou pas.

## Classification

### Position phylogénétique

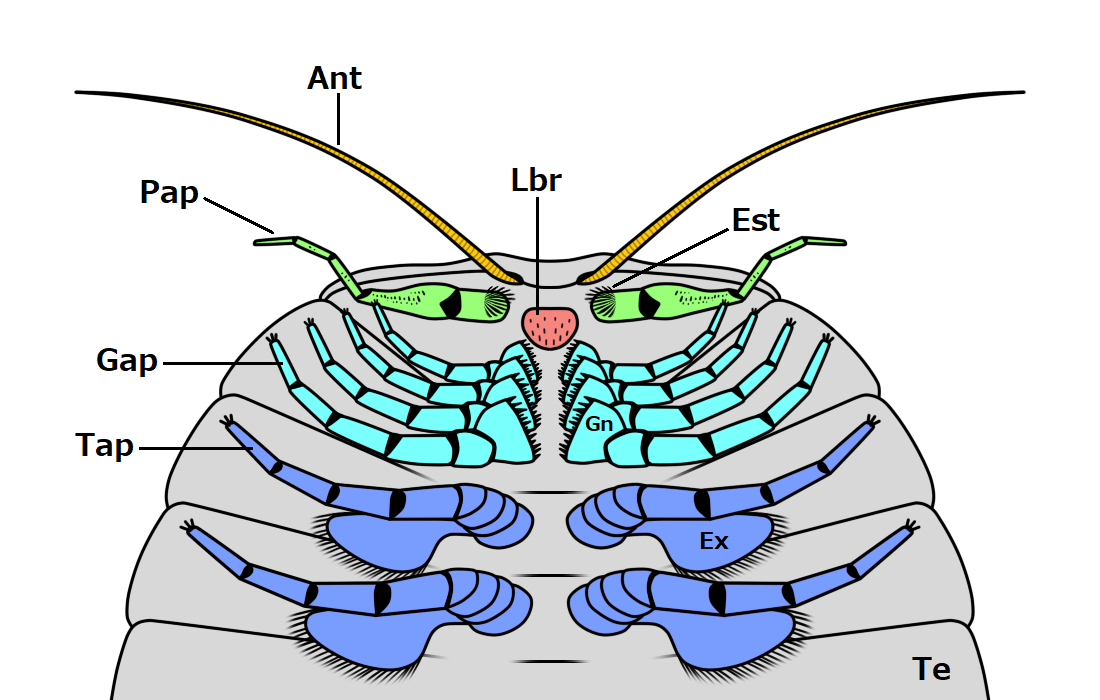
Le second appendice spécialisé (Pap, en vert) et les appendices gnathobasiques (Gap, en cyan) de Cheloniellon ont été comparés aux appendices prosomaux des chélicérates par certaines études,.

Bien que Boudreaux (1979) considère Cheloniellida comme une classe, des études plus récentes le considèrent habituellement comme un ordre,. Cheloniellida a une position phylogénétique discutée au sein des arthropodes, des études surtout du XXe siècle suggérant qu'il pourrait être un membre ou un parent des crustacés, des trilobites, des chélicérates ou des Aglaspidida (en). Lors de leurs premières descriptions, certaines espèces ont été identifiées à tort comme des mollusques (chitons). À l'origine, le cheloniellidé le plus connu (Cheloniellon) était considéré comme un crustacé similaire aux trilobites,. Les auteurs suivants ont suggéré qu'il occupait une position intermédiaire entre les trilobitomorphes et les chélicérates,, tandis que d'autres les considéraient aussi comme un groupe frère des crustacés ou des chélicérates,. La relation étroite entre les cheloniellidés et les chélicérates était suggérée par les appendices gnathobasiques similaires à ceux des mérostomes (xiphosuriens et euryptérides) et l'hypothèse que les chélicérates descendaient des trilobites par la perte des antennes deutérocérébrales (c'est-à-dire la première paire d'antennes) et la spécialistaion des appendices tritocérébraux en chélicères (comparables aux antennes des chloniellidés et à leur deuxième paire d'appendices spécialisés,), un scénario qui n'est confirmé ni par l'expression génétique,,,,, ni par les preuves neuroanatomiques, ou la biologie du développement (qui suggère que les chélicères sont en fait deutocérébrales).
Au XXIe siècle, Cheloniellida a surtout été considéré comme formant un clade avec Aglaspidida (en) et Xenopoda (c'est-à-dire Sidneyia et Emeraldella),,,,. Ce clade a été officiellement nommé Vicissicaudata en 2013, réuni par un segment terminal du tronc (postabdomen) portant une paire d'appendices ne ressemblant pas à des pattes,. De nombreuses analyses phylogénétiques ont aussi placé Vicissicaudata au sein d'Artiopoda (en), un taxon d'arthropodes divers rassemblant les trilobites et des taxons fossiles similaires qui pourrait être,, ou n'être pas,,, étroitement apparenté aux chélicérates.

### Genres et espèces
(* Selon PBDB)
- Cheloniellon (en)* Broili, 1932
  - Cheloniellon calmani Broili, 1932—Bas Dévonien, Allemagne
- Duslia* Jahn, 1893
  - Duslia insignis Jahn, 1893—Haut Ordovicien, République tchèque, Maroc
- Eoduslia Vidal, 1998
  - Eoduslia brahimtahiri Vidal, 1998—Haut Ordovicien, Maroc
- Neostrabops* Caster & Macke, 1952
  - Neostrabops martini Caster & Macke, 1952—Haut Ordovicien, États-unis
- Paraduslia Dunlop, 2002
  - Paraduslia talimaae Dunlop, 2002—Bas Dévonien, Russie
- Pseudarthron Selden & White, 1984
  - Pseudarthron whittingtoni Selden & White, 1984—Silurien supérieur
- Triopus* Barrande, 1872
  - Triopus drabowiensis Barrande, 1872—Haut Ordovicien, République tchèque, Maroc